# 반자르어
반자르어는 인도네시아 칼리만탄 동남부의 반자르 지역에서 사용되는 오스트로네시아어족 언어로, 반자르인이 모어로 사용한다. 반자르어는 또한 칼리만탄 남부의 다양한 원주민 공동체 사이에서도 링구아 프랑카로 통한다.

## 같이 보기
- 남칼리만탄주